# 东方诗集

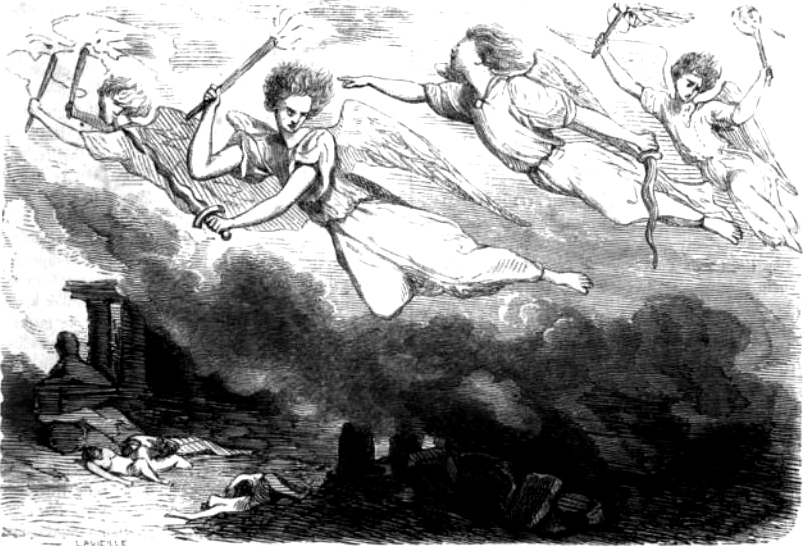
诗集插画，Gérard Seguin绘

《东方诗集》（les Orientales）是法國作家維克多·雨果于1829年1月所出版的诗集。在該本詩集，作者雨果歌颂了希腊人民的民族解放运动。
全集有41首诗，其中36首于1828年创作，诗中所描绘的场景富含地中海东部色彩，隐喻了热爱自由的希腊人及帝国主义的奥图曼土耳其人。
由于诗中将土耳其人描写成罪恶、理想及嫉妒的集合体，使《东方诗集》常被视为法国文学中“东方主义”的典型例子。